# Brühl (Freiburg im Breisgau)
Brühl ist ein nordwestlicher Stadtteil von Freiburg im Breisgau.
Brühl besteht aus dem etwa 90 ha großen Stadtbezirk 231 Brühl-Güterbahnhof im Nordosten und dem gut 1000 ha großen Stadtbezirk 232 Brühl-Industriegebiet im Westen und Norden sowie dem Stadtbezirk Brühl-Beurbarung 233 im Südosten. Es liegt zu großen Teilen auf ehemals Zähringer und Betzenhauser Gemarkung. Brühl entstand ab etwa dem Ende des 19. Jahrhunderts im Zuge der Industrialisierung Freiburgs. Auf der Gemarkung des Stadtteils befindet sich auch der Flugplatz Freiburg.
Nachbarstadtteile sind Hochdorf im Nordwesten, Zähringen und Herdern im Osten, der Stühlinger im Süden sowie Mooswald und Landwasser im Südwesten. Im Norden grenzt der Stadtteil außerdem an die Gemarkungen von Vörstetten im Landkreis Emmendingen und Gundelfingen im Landkreis Breisgau-Hochschwarzwald.
Im Bewusstsein der Bevölkerung geht die Abgrenzung des Stadtteils Brühl nicht mit den Grenzen der offiziellen Stadtteile einher. Das Industriegebiet Nord, das den Löwenanteil des Stadtteils ausmacht, wird als eigener Stadtteil betrachtet, und auch der Flugplatz, die Neue Messe oder die Technische Fakultät der Universität werden nicht mit dem Stadtteil assoziiert. Schon früher wurde der südliche Stadtbezirk „Beurbarung“ gemeinhin dem Stadtteil Brühl zugerechnet, obwohl er zum Stadtteil Stühlinger gehörte. Seit dem 1. Januar 2015 wird der Stadtbezirk dem Stadtteil Brühl zugeordnet.

## Räumliche Gliederung

### Bezirke
Die drei Stadtbezirke, aus denen Brühl besteht, sind sehr ungleich: Der Bezirk Industriegebiet, welcher aus dem eigentlichen Industriegebiet Nord, dem Flugplatz, der Neuen Messe, der Technischen Fakultät der Universität und im Nordwesten aus Wald (Markwald und Mooswald) besteht, ist flächenmäßig um gut das Zehnfache größer als der Bezirk Güterbahnhof. Nach der Zahl der Einwohner sind die Bezirke Güterbahnhof und Beurbarung größer als das Industriegebiet.

### Topographie
Die Brühler Gemarkung ist sehr flach. Die beiden einzigen Geländeerhebungen sind künstlich geschaffen. Zum einen die renaturierte Schuttdeponie Wolfsbuck beim Flugplatz, die auch aus den Trümmern des Bombardements Freiburgs im Zweiten Weltkrieg besteht, zum anderen die geschlossene und mit Photovoltaikzellen bestückte Mülldeponie Eichelbuck im Norden des Mooswaldes.

## Brühl-Güterbahnhof
Der südliche Teil dieses Stadtbezirks besteht aus dem ehemaligen Güterbahnhof. Viele Gleise wurden stillgelegt und abgebaut. An der Güterumgehungsbahn existiert nur noch die Rollende Landstraße. Die Aurelis und die Stadt unterzeichneten 2001 einen Vertrag zur Entwicklung des nur noch zum Teil  für Lagerzwecke genutzten Gebietes. Etwa ein Jahrzehnt dann wurde gestritten. Die Stadt wollte ein reines hochwertiges Gewerbegebiet, die Aurelis wollte das 40 Hektar große Areal möglichst schnell und gewinnbringend unter dem Namen Gare du Nord vermarkten, was am besten mit viel Wohnungsbau funktioniert. 2012 einigte man sich auf Gewerbe und Wohnungsbau. Der Name Gare du Nord verschwand und die Stadt sucht weiterhin nach einem neuen Namen für den neuen Stadtteil.

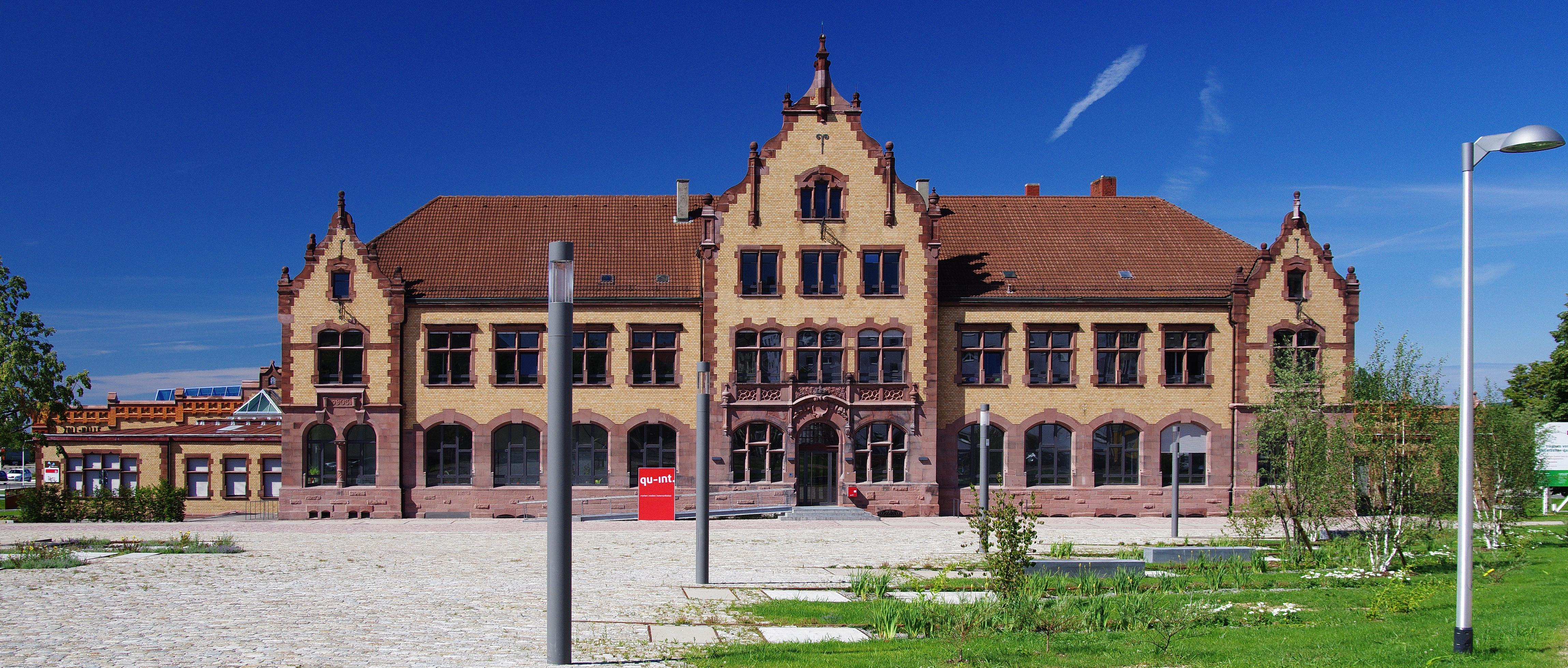
Alter Zollhof

2008 bis 2009 wurden der Alte Zollhof und die angrenzende Güterhalle umgebaut. Die 1903 bis 1905 erbaute Lokhalle steht heute unter Denkmalschutz und gehört seit 2011 den beiden Freiburger Projektentwicklern Lars Bargmann und Frank Böttinger. Früher wurde das Gebäude auch für mittelgroße Veranstaltungen genutzt, bis dies aus Gründen der Sicherheit untersagt wurde. Von 2011 bis 2016 wurde sie mit Förderung des Landes Baden-Württemberg saniert. Heute befindet sich dort ein Kreativpark mit etwa 20 Firmen mit mehr als 100 Beschäftigten. Dieser wurde von der Stadtverwaltung, der FWTM, des Gründerzentrums Grünhof und der Eigentümergemeinschaft ermöglicht. 2014 entstand das Studentenwohnheim Campo Novo. Da inzwischen dort ein neuer Stadtteil entstanden ist, wo zwar noch gebaut wird, aber auch schon viele Menschen leben, gibt es seit 28. März 2019 einen Stadtteilmarkt am Donnerstag Nachmittag auf dem Zollhallenplatz.
Im Juni 2023 wurde die Verlegung der Stadtbahn von der Komturstraße in die stärker befahrene Waldkircherstraße abgeschlossen und dadurch die Wege vom Güterbahnviertel zur Straßenbahn verkürzt. Der Vorsitzende des Bürgervereins Brühl-Beurbarung fordert unabhängig von der Stadtbahn eine Busverbindung. Vor allem im Norden des Geländes gibt es etliche Handwerksbetriebe, vier Hotels mit insgesamt 660 Betten, mehrere Kita-Gruppen und Pflegeplätze und Restaurants. An dem lange Zeit unfertigem 16-stöckigen Smart Green Tower am Zollhallenplatz wird seit 2020 weiter gebaut und gegenüber der Lokhalle will das Arzneimittelunternehmen Dr. Falk Pharma, bisher in Hochdorf ansässig, seinen neuen Firmensitz errichten.

## Infrastruktur
Als Industriegebiet und Messestandort wartet Brühl mit einem großzügig konzipierten Straßennetz und auch einigen Industriegleisen der Güterbahn auf. Ein Bahnhof der Personenbahn befinden sich am Stadtteilrand an der Breisacher Bahn im Südwesten mit drei Haltepunkten. Eine Nutzung der Güterbahn für den Personenverkehr wird zwar seit Jahren diskutiert, doch scheiterte die Realisierung bislang an den gekürzten Investitionsmitteln des Landes.
Die Straßenbahnlinien 2 und 4 der Freiburger Verkehrs AG und zahlreiche Buslinien verkehren in Brühl. Im September 2020 begann die VAG mit den Bauarbeiten für eine Verlegung der Gleise der Linie 2 von der Komtur- in die Waldkircher Straße. Da die Gleise in der Komturstraße noch aus den 1940er und 50er Jahre stammen, mussten sie sowieso erneuert werden. Mit der Verlegung soll das neue Wohngebiet auf dem früheren Güterbahngelände besser angeschlossen werden. Im Juni 2023 wurden die neuen Gleise in Betrieb genommen.
Für den Radverkehr stellen der FR 2 entlang der Güterbahn und der FR 3 entlang der neuen Stadtbahn Verbindungen in Nord-Süd-Richtung dar. Für die westlichen Bereiche soll der Radschnellweg nach Breisach entlang der Breisacher Bahn mit einer neuen Brücke über die Güterbahn verlaufen. In Brühl befinden sich insgesamt 12 Stationen des Fahrradverleihsystems Frelo, fünf davon auf dem ehemaligen Güterbahnareal, vier im Industriegebiet Nord, eine am Mooswaldstadion, eine in der Beurbarung und eine an der Technischen Fakultät.
Der auf kleine und leichte Luftfahrzeuge beschränkte Flugplatz liegt ebenfalls im Stadtteil.
Der Funkturm Freiburg dient dem Richtfunk.

## Gewerbe
Mit dem Bau des Großbetriebs Rhodia 1926/27 begann die Entwicklung des Industriegebietes Nord. Ab den 1950er Jahren erfolgte die Erweiterung. Heute befinden sich zahlreiche große Unternehmen im Industriegebiet Nord neben der 2019 in Cerdia umbenannten Rhodia als Hersteller für Zigarettenfilter unter anderem Pfizer (Pharmazeutika), TDK-Micronas (Microchiptechnologie) sowie das Energieversorgungsunternehmen Badenova. Mit Ikea, Möbel Braun und XXXLutz befinden sich im Westen des Gebietes am Rande des Flugplatzes große Möbelhäuser in unmittelbarer Nachbarschaft zueinander. Verarbeitendes Gewerbe und Dienstleister sind ebenso vertreten. Das Industriegebiet findet im angrenzenden Gundelfingen nordöstlich seine Fortsetzung.

## Kultur

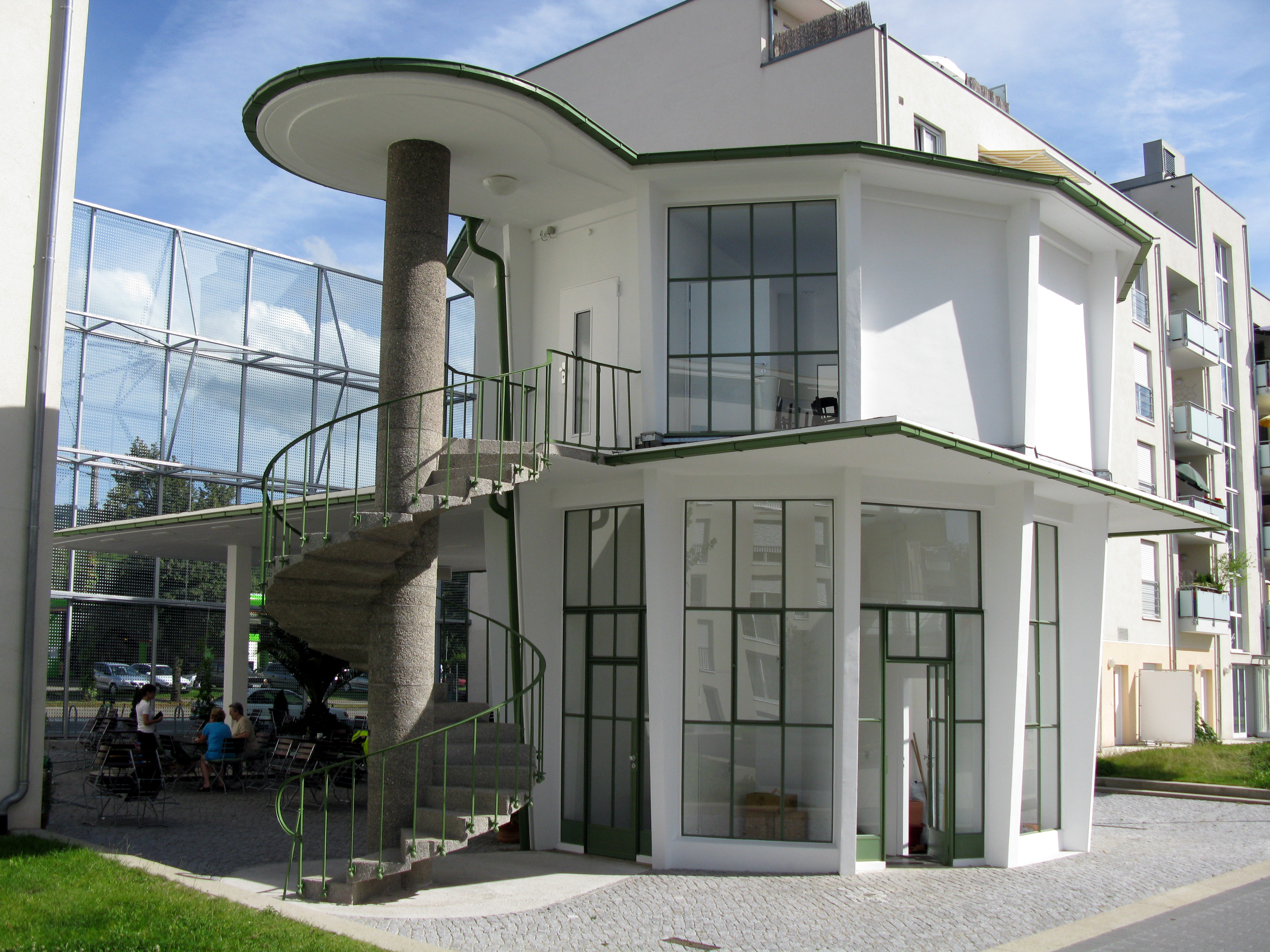
Turmcafé

Die Neue Messe ist ein wichtiger Standort des Freiburger Wirtschafts- und Kulturlebens geworden. Im Süden befinden sich der Freiburger Hauptfriedhof sowie das Kino Kandelhof. Seit Oktober 2021 spielt der SC Freiburg im Mooswaldstadion in Brühl.
An der Zähringer Straße 44 ⊙ steht ein einzigartiger Bau, das Turmcafé. Das Türmchen mit Tankstellenvordach entstand 1951 nach Entwürfen des Freiburger Architekten Wilhelm Schelkes, steht heute zwischen Wohnhäusern hinter einer Schallschutzwand aus Glas und gehört zu einem Restaurant. Eigentlich war es für die Generalvertretung von Autobauer Borgward geplant und ist seit 1986 Kulturdenkmal.